# Koolhoven F.K.46
Il Koolhoven F.K.46 fu un aeroplano monomotore da addestramento biplano sviluppato dall'azienda aeronautica olandese Koolhoven negli anni trenta del XX secolo, e prodotto in piccola serie. Dimostratosi molto dolce in fase di pilotaggio fu soprannominato da un pilota olandese "De Koe" (la mucca).

## Storia del progetto
Sul modello degli aerei da turismo F.K.42 e F.K.44, l'ufficio tecnico della Koolhoven, diretto dal proprietario ingegnere Frederick Koolhoven, sviluppò un nuovo aereo da addestramento basico che fu designato F.K.46. Il primo prototipo andò in volo per la prima volta nell'autunno del 1933 dotato di un propulsore ADC Cirrus Hermes da 115 CV. Ad esso seguì il secondo prototipo che si differenziava dal primo per la fusoliera costruita in tubi d'acciaio, l'adozione di un abitacolo chiuso da tettuccio vetrato scorrevole, e motore de Havilland Gipsy Major da 130 CV.

## Descrizione tecnica

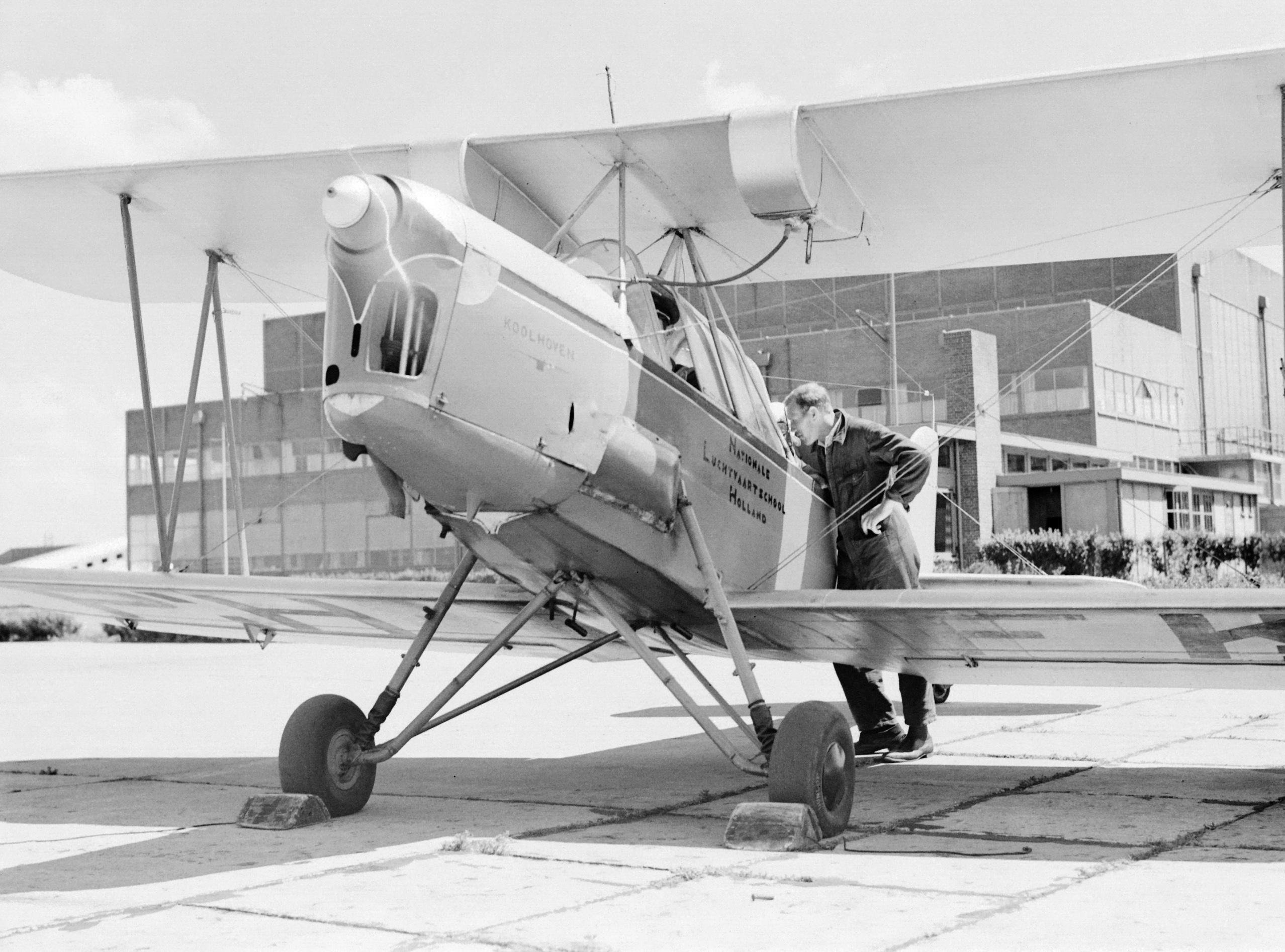
Un meccanico e un aspirante pilota controllano un F.K.46 in moto, appartenente alla Nationale Luchtvaart School, qui fotografato sull'aeroporto di Schiphol.

Aereo da addestramento, biplano, monomotore, biposto, di costruzione mista in legno e metallo. La configurazione alare biplana prevedeva due ali di uguale apertura e corda, con longheroni in legno di abete e centine in compensato, collegate tra loro con quattro coppie di montanti a N, rinforzati da cavi d'acciaio. La superiore era montata alta a parasole,  mentre l'inferiore si trovava bassa sulla fusoliera, ed in essa erano posizionati gli alettoni. La fusoliera, posizionata a livello dell'ala inferiore, era costruita in tubi d'acciaio rivestiti in tela. L'impennaggio di coda era del tipo classico monoderiva, dotato di piani orizzontali controventati.
Il carrello d'atterraggio era un triciclo classico a V, fisso, dotato anteriormente di gambe di forza ammortizzate ed integrato posteriormente da un pattino d'appoggio.
L'aereo era biposto dotato di una cabina di pilotaggio aperta o a richiesta chiusa, e posti in tandem, destinati all'allievo pilota e all'istruttore/passeggero.
La propulsione era affidata ad un motore in linea de Havilland Gipsy Major, a 4 cilindri invertiti raffreddati ad aria, erogante la potenza di 130 hp (97 kW) ed azionante un'elica bipala. I due serbatoi del carburante erano posizionati nella parte centrale dell'ala superiore, e il carburante confluiva nel propulsore per gravità.

## Impiego operativo

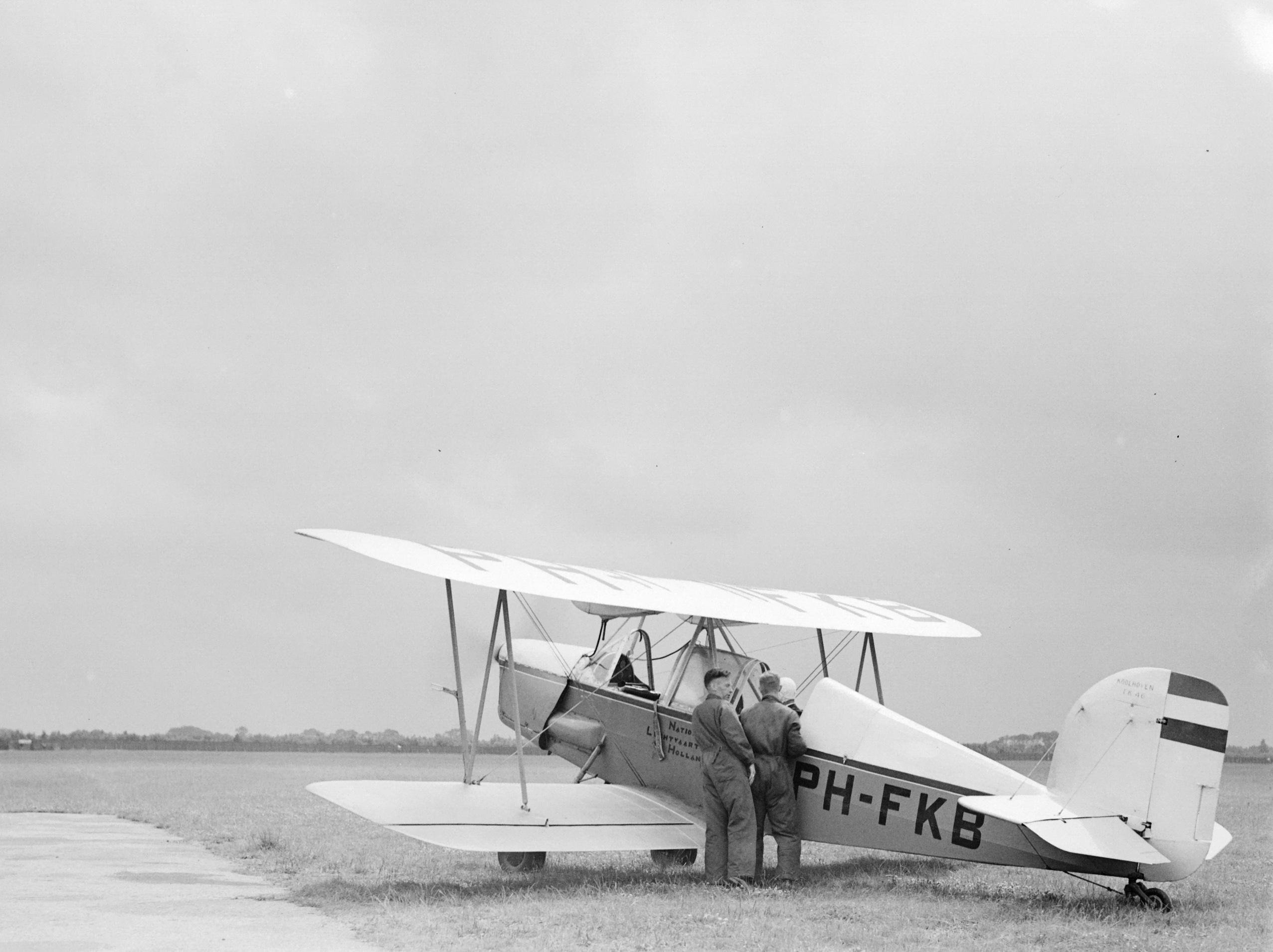
Il Koolhoven F.K.46, matricola PH-FKB, appartenente alla Nationale Luchtvaartschool di Rotterdam, in una foto del 1935.

La Nationale Luchtvaartschool di Rotterdam ne ordinò quattro esemplari, e un quinto esemplare fu oggetto di valutazione da parte della Luchtvaartafdeling per l'adozione di un nuovo addestratore. Al concorso partecipò anche il Fokker S.IX, che fu poi adottato insieme al Bücker Bü 131 Jungmann. La LVA rivendette l'aereo alla Koolhoven, che a sua volta lo cedette al South Sumatra Flying Club in India. Nel 1935 la Koolhoven lanciò una nuova versione, designata FK-46L, equipaggiata con propulsore Walter Minor IV da 95 CV. 
La maggior parte degli esemplari di F.K.46 non sopravvisse all'invasione tedesca dei Paesi Bassi, iniziata il 10 maggio 1940.

### Sudafrica
Il tredicesimo esemplare di produzione, immatricolato PH-ATR, fu completato nel febbraio 1939 e importato in Sudafrica dalla società Visser & Co. di Johannesburg, concessionaria nazionale per l'importazione degli aerei Koolhoven. Arrivato smontato via nave, il velivolo fu trasferito via treno nel Witwatersrand, dove fu assemblato presso l'aeroporto di Rand, eseguendo poi i voli di prova. La Visser & Co. effettuò una notevole campagna pubblicitaria per vendere il modello, soggetto a una dura concorrenza da parte dei velivoli britannici, tedeschi e americani. Dopo lo scoppio della seconda guerra mondiale la campagna pubblicitaria fu abbandonata, ma l'aereo fu valutato dalla South African Air Force per l'adozione di un nuovo addestratore; al termine della valutazione all'F.K.46 fu preferito il de Havilland DH.82A Tiger Moth, che era meno costoso. Dopo essere stato confiscato, l'aereo venne acquistato dalla SAAF per 1 000 sterline ed immesso in servizio con la matricola 1548. Utilizzato come aereo da collegamento e addestramento fino al giugno 1944, venne definitivamente radiato nell'agosto 1948.

## Utilizzatori
Paesi Bassi
- Luchtvaartafdeling

 Sudafrica
- South African Air Force

### Fonti
1. 1 2 3  Уголок неба.
2. 1 2 3  Den Ouden.
3. 1 2 3 4 5 6 7 8 9 10 11 12 13 14 15 16 17  South African Military History Society.